# Melanostigma pammelas
Melanostigma pammelas är en fiskart som beskrevs av Gilbert, 1896. Melanostigma pammelas ingår i släktet Melanostigma och familjen tånglakefiskar. Inga underarter finns listade i Catalogue of Life.